# National Hockey League 1994/1995
National Hockey League (1994/)1995 var den 78:e säsongen av NHL. Efter att samtliga 26 lag spelat 48 matcher i grundserien vann New Jersey Devils Stanley Cup för första gången efter att ha besegrat Detroit Red Wings med 4-0 i matcher i finalen.
Säsongen höll på att sluta med en helt inställd säsong på grund av en arbetsmarknadskonflikt inom National Hockey League. Alla såg dock inte negativt på detta, eftersom en inställd NHL-säsong skulle herrarnas världsmästerskap 1995 i Sverige hade möjliggjort det för alla landslag att välja ut sina bästa spelare. I slutet av januari 1995 löstes dock förhandlingskonflikten, och NHL-säsongen drog igång igen. Antalet matcher i grundserien var nedkortat och det spelades minst antal grundseriematcher i NHL sedan säsongen 1941/1942, och säsongen avslutades senare än normalt i början av maj.
Detroit Red Wings vann även grundserien på 70 poäng.
Jaromír Jágr, Pittsburgh Penguins, vann poängligan på 70 poäng (32 mål + 38 assist). Samma poängantal hade även 
 Philadelphia Flyers Eric Lindros, men Jágr gjorde fler mål och vann poängligan tack vare det.
Quebec Nordiques gjorde sin sista säsong i NHL och flyttades efter den till Denver och döptes om till Colorado Avalanche.
Målsnittet för ligan blev 5,97 mål/match, det var det lägsta målsnittet i ligan sedan säsongen 1969/1970 då snittet var 5,96 mål/match.

## Grundserien

### Eastern Conference
Not: SM = Spelade matcher, V = Vunna, O = Oavgjorda, F = Förlorade, GM = Gjorda mål, IM = Insläppta mål, Pts = Poäng, MSK = Målskillnad
- Lag i GRÖN färg till slutspel.
- Lag i RÖD färg har spelat klart för säsongen.

Lagen som kvalificerade sig för slutspel förutom de fyra divisionsvinnarna var de tolv lag (sex i varje konferens) som hade mest poäng i grundserien.
| Northeast Division  | SM | V  | O | F  | GM  | IM  | Pts | MSK |
| ------------------- | -- | -- | - | -- | --- | --- | --- | --- |
| Quebec Nordiques    | 48 | 30 | 5 | 13 | 185 | 134 | 65  | +51 |
| Pittsburgh Penguins | 48 | 29 | 3 | 16 | 181 | 158 | 61  | +23 |
| Boston Bruins       | 48 | 27 | 3 | 18 | 150 | 127 | 57  | +23 |
| Buffalo Sabres      | 48 | 22 | 7 | 19 | 130 | 119 | 51  | +11 |
| Hartford Whalers    | 48 | 19 | 5 | 24 | 127 | 141 | 43  | -14 |
| Montreal Canadiens  | 48 | 18 | 7 | 23 | 125 | 148 | 43  | -23 |
| Ottawa Senators     | 48 | 9  | 5 | 34 | 117 | 174 | 23  | -57 |

| Atlantic Division   | SM | V  | O | F  | GM  | IM  | Pts | MSK |
| ------------------- | -- | -- | - | -- | --- | --- | --- | --- |
| Philadelphia Flyers | 48 | 28 | 4 | 16 | 150 | 132 | 60  | +18 |
| New Jersey Devils   | 48 | 22 | 8 | 18 | 136 | 121 | 52  | +15 |
| Washington Capitals | 48 | 22 | 8 | 18 | 136 | 120 | 52  | +16 |
| New York Rangers    | 48 | 22 | 3 | 23 | 139 | 134 | 47  | +5  |
| Florida Panthers    | 48 | 20 | 6 | 22 | 115 | 127 | 46  | -12 |
| Tampa Bay Lightning | 48 | 17 | 3 | 28 | 120 | 144 | 37  | -24 |
| New York Islanders  | 48 | 15 | 5 | 28 | 126 | 158 | 35  | -32 |

### Western Conference
| Central Division    | SM | V  | O | F  | GM  | IM  | Pts | MSK |
| ------------------- | -- | -- | - | -- | --- | --- | --- | --- |
| Detroit Red Wings   | 48 | 33 | 4 | 11 | 180 | 117 | 70  | +63 |
| St. Louis Blues     | 48 | 28 | 5 | 15 | 178 | 135 | 61  | +43 |
| Chicago Blackhawks  | 48 | 24 | 5 | 19 | 156 | 115 | 53  | +41 |
| Toronto Maple Leafs | 48 | 21 | 8 | 19 | 135 | 146 | 50  | -11 |
| Dallas Stars        | 48 | 17 | 8 | 23 | 136 | 135 | 42  | +1  |
| Winnipeg Jets       | 48 | 16 | 7 | 25 | 157 | 177 | 39  | -20 |

| Pacific Division        | SM | V  | O  | F  | GM  | IM  | Pts | MSK |
| ----------------------- | -- | -- | -- | -- | --- | --- | --- | --- |
| Calgary Flames          | 48 | 24 | 7  | 17 | 163 | 135 | 55  | +28 |
| Vancouver Canucks       | 48 | 18 | 12 | 18 | 153 | 148 | 48  | +5  |
| San Jose Sharks         | 48 | 19 | 4  | 25 | 129 | 161 | 42  | -32 |
| Los Angeles Kings       | 48 | 16 | 9  | 23 | 142 | 174 | 41  | -32 |
| Edmonton Oilers         | 48 | 17 | 4  | 27 | 136 | 183 | 38  | -47 |
| Mighty Ducks of Anaheim | 48 | 16 | 5  | 27 | 125 | 164 | 37  | -39 |

## Poängligan
Not: SM = Spelade matcher, M = Mål, A = Assists, Pts = Poäng
| Spelare        | Lag                     | SM | M  | A  | Pts |
| -------------- | ----------------------- | -- | -- | -- | --- |
| Jaromír Jágr   | Pittsburgh              | 48 | 32 | 38 | 70  |
| Eric Lindros   | Philadelphia            | 46 | 29 | 41 | 70  |
| Alexei Zhamnov | Winnipeg                | 48 | 30 | 35 | 65  |
| Joe Sakic      | Quebec                  | 47 | 19 | 43 | 62  |
| Ron Francis    | Pittsburgh              | 44 | 11 | 48 | 59  |
| Theoren Fleury | Calgary                 | 47 | 29 | 29 | 58  |
| Paul Coffey    | Detroit                 | 45 | 14 | 44 | 58  |
| Mikael Renberg | Philadelphia            | 47 | 26 | 31 | 57  |
| John LeClair   | Montreal / Philadelphia | 46 | 26 | 28 | 54  |
| Mark Messier   | NY Rangers              | 46 | 14 | 39 | 53  |

## Slutspelet
16 lag gör upp om Stanley Cup. Samtliga matchserier avgörs i bäst av sju matcher.
|  | Kvartsfinaler inom konferensen | Kvartsfinaler inom konferensen        | Kvartsfinaler inom konferensen |   |                     | Semifinaler inom konferensen | Semifinaler inom konferensen | Semifinaler inom konferensen |                   |                   | Finaler inom konferensen | Finaler inom konferensen | Finaler inom konferensen |  |  | Stanley Cup-finalen | Stanley Cup-finalen | Stanley Cup-finalen |
|  |                                |                                       |                                |   |                     |                              |                              |                              |                   |                   |                          |                          |                          |  |  |                     |                     |                     |
|  | 1                              | Quebec Nordiques                      | 2                              |   |                     | 2                            | Philadelphia Flyers          | 4                            |                   |                   |                          |                          |                          |  |  |                     |                     |                     |
|  | 8                              | New York Rangers                      | 4                              |   |                     | 8                            | New York Rangers             | 0                            |                   |                   |                          |                          |                          |  |  |                     |                     |                     |
|  |                                |                                       |                                |   |                     |                              |                              |                              |                   |                   |                          |                          |                          |  |  |                     |                     |                     |
|  | 2                              | Philadelphia Flyers                   | 4                              |   |                     |                              |                              |                              | Östra konferensen | Östra konferensen | Östra konferensen        | Östra konferensen        | Östra konferensen        |  |  |                     |                     |                     |
|  | 2                              | Philadelphia Flyers                   | 4                              |   |                     |                              |                              |                              | Östra konferensen | Östra konferensen | Östra konferensen        | Östra konferensen        | Östra konferensen        |  |  |                     |                     |                     |
|  | 7                              | Buffalo Sabres                        | 1                              |   |                     |                              |                              |                              |                   |                   |                          |                          |                          |  |  |                     |                     |                     |
|  | 7                              | Buffalo Sabres                        | 1                              |   |                     |                              |                              |                              |                   | 2                 | Philadelphia Flyers      | 2                        |                          |  |  |                     |                     |                     |
|  |                                |                                       |                                |   |                     |                              |                              |                              |                   | 2                 | Philadelphia Flyers      | 2                        |                          |  |  |                     |                     |                     |
|  |                                | 5                                     | New Jersey Devils              | 4 |                     |                              |                              |                              |                   |                   |                          |                          |                          |  |  |                     |                     |                     |
|  | 3                              | 5                                     | New Jersey Devils              | 4 | Pittsburgh Penguins | 4                            |                              |                              |                   |                   |                          |                          |                          |  |  |                     |                     |                     |
|  | 3                              |                                       |                                |   | Pittsburgh Penguins | 4                            |                              |                              |                   |                   |                          |                          |                          |  |  |                     |                     |                     |
|  | 6                              | Washington Capitals                   | 3                              |   |                     |                              |                              |                              |                   |                   |                          |                          |                          |  |  |                     |                     |                     |
|  | 6                              | Washington Capitals                   | 3                              |   |                     |                              |                              |                              |                   |                   |                          |                          |                          |  |  |                     |                     |                     |
|  |                                |                                       |                                |   |                     |                              |                              |                              |                   |                   |                          |                          |                          |  |  |                     |                     |                     |
|  |                                |                                       |                                |   |                     |                              |                              |                              |                   |                   |                          |                          |                          |  |  |                     |                     |                     |
|  | 4                              | Boston Bruins                         | 1                              |   | 3                   | Pittsburgh Penguins          | 1                            |                              |                   |                   |                          |                          |                          |  |  |                     |                     |                     |
|  | 4                              | Boston Bruins                         | 1                              |   | 3                   | Pittsburgh Penguins          | 1                            |                              |                   |                   |                          |                          |                          |  |  |                     |                     |                     |
|  | 5                              | New Jersey Devils                     | 4                              |   |                     | 5                            | New Jersey Devils            | 4                            |                   |                   |                          |                          |                          |  |  |                     |                     |                     |
|  | 5                              | New Jersey Devils                     | 4                              |   |                     |                              |                              |                              |                   | E5                | New Jersey Devils        | 4                        |                          |  |  |                     |                     |                     |
|  |                                | (Lagen omseedas efter kvartfinalerna) |                                |   |                     |                              |                              |                              |                   | E5                | New Jersey Devils        | 4                        |                          |  |  |                     |                     |                     |
|  |                                | W1                                    | Detroit Red Wings              | 0 |                     |                              |                              |                              |                   |                   |                          |                          |                          |  |  |                     |                     |                     |
|  | 1                              | W1                                    | Detroit Red Wings              | 0 | Detroit Red Wings   | 4                            |                              |                              | 1                 | Detroit Red Wings | 4                        |                          |                          |  |  |                     |                     |                     |
|  | 1                              |                                       |                                |   | Detroit Red Wings   | 4                            |                              |                              | 1                 | Detroit Red Wings | 4                        |                          |                          |  |  |                     |                     |                     |
|  | 8                              | Dallas Stars                          | 1                              |   |                     | 7                            | San Jose Sharks              | 0                            |                   |                   |                          |                          |                          |  |  |                     |                     |                     |
|  | 8                              | Dallas Stars                          | 1                              |   |                     | 7                            | San Jose Sharks              | 0                            |                   |                   |                          |                          |                          |  |  |                     |                     |                     |
|  |                                |                                       |                                |   |                     |                              |                              |                              |                   |                   |                          |                          |                          |  |  |                     |                     |                     |
|  | 2                              | Calgary Flames                        | 3                              |   |                     |                              |                              |                              |                   |                   |                          |                          |                          |  |  |                     |                     |                     |
|  | 2                              | Calgary Flames                        | 3                              |   |                     |                              |                              |                              |                   |                   |                          |                          |                          |  |  |                     |                     |                     |
|  | 7                              | San Jose Sharks                       | 4                              |   |                     |                              |                              |                              |                   |                   |                          |                          |                          |  |  |                     |                     |                     |
|  | 7                              | San Jose Sharks                       | 4                              |   |                     |                              |                              |                              | 1                 | Detroit Red Wings | 4                        |                          |                          |  |  |                     |                     |                     |
|  |                                |                                       |                                |   |                     |                              |                              |                              | 1                 | Detroit Red Wings | 4                        |                          |                          |  |  |                     |                     |                     |
|  |                                | 4                                     | Chicago Blackhawks             | 1 |                     |                              |                              |                              |                   |                   |                          |                          |                          |  |  |                     |                     |                     |
|  | 3                              | 4                                     | Chicago Blackhawks             | 1 | St. Louis Blues     | 3                            |                              |                              |                   |                   |                          |                          |                          |  |  |                     |                     |                     |
|  | 3                              |                                       |                                |   | St. Louis Blues     | 3                            |                              |                              |                   |                   |                          |                          |                          |  |  |                     |                     |                     |
|  | 6                              | Vancouver Canucks                     | 4                              |   |                     |                              |                              |                              |                   |                   | Västra konferensen       | Västra konferensen       | Västra konferensen       |  |  |                     |                     |                     |
|  | 6                              | Vancouver Canucks                     | 4                              |   |                     |                              |                              |                              |                   |                   | Västra konferensen       | Västra konferensen       | Västra konferensen       |  |  |                     |                     |                     |
|  |                                |                                       |                                |   |                     |                              |                              |                              |                   |                   |                          |                          |                          |  |  |                     |                     |                     |
|  | 4                              | Chicago Blackhawks                    | 4                              |   | 4                   | Chicago Blackhawks           | 4                            |                              |                   |                   |                          |                          |                          |  |  |                     |                     |                     |
|  | 4                              | Chicago Blackhawks                    | 4                              |   | 4                   | Chicago Blackhawks           | 4                            |                              |                   |                   |                          |                          |                          |  |  |                     |                     |                     |
|  | 5                              | Toronto Maple Leafs                   | 3                              |   |                     | 6                            | Vancouver Canucks            | 0                            |                   |                   |                          |                          |                          |  |  |                     |                     |                     |

### Stanley Cup-finalen
Detroit Red Wings vs. New Jersey Devils
New Jersey Devils vann finalserien med 4-0 i matcher

## Debutanter
Några kända debutanter under säsongen:
- Paul Kariya, Anaheim Mighty Ducks
- Cory Stillman, Calgary Flames
- Éric Dazé, Chicago Blackhawks
- Jamie Langenbrunner, Dallas Stars
- Róbert Švehla, Florida Panthers
- Marek Malík, Hartford Whalers
- Valeri Bure, Montreal Canadiens
- Brian Rolston, New Jersey Devils
- Sergei Brylin, New Jersey Devils
- Tommy Salo, New York Islanders
- Adam Deadmarsh, Quebec Nordiques
- Peter Forsberg, Quebec Nordiques
- Jeff Friesen, San Jose Sharks
- Viktor Kozlov, San Jose Sharks
- Kenny Jönsson, Toronto Maple Leafs
- Adrian Aucoin, Vancouver Canucks
- Sergei Gonchar, Washington Capitals
- Nikolai Khabibulin, Winnipeg Jets

## Sista matchen
Bland de som gjorde sin sista säsongen i NHL märks:
- Mats Näslund, Boston Bruins
- Mark Howe, Detroit Red Wings
- Kent Nilsson, Edmonton Oilers
- Steve Larmer, New York Rangers
- Sylvain Turgeon, Ottawa Senators
- Peter Šťastný, St. Louis Blues
- Rich Sutter, Toronto Maple Leafs
- Thomas Steen, Winnipeg Jets

## NHL awards
| 1994–95 NHL awards              | 1994–95 NHL awards                    |
| ------------------------------- | ------------------------------------- |
| Presidents Trophy:              | Detroit Red Wings                     |
| Prince of Wales Trophy:         | New Jersey Devils                     |
| Clarence S. Campbell Bowl:      | Detroit Red Wings                     |
| Art Ross Memorial Trophy:       | Jaromír Jágr, Pittsburgh Penguins     |
| Bill Masterton Memorial Trophy: | Pat LaFontaine, Buffalo Sabres        |
| Calder Memorial Trophy:         | Peter Forsberg, Quebec Nordiques      |
| Conn Smythe Trophy:             | Claude Lemieux, New Jersey Devils     |
| Frank J. Selke Trophy:          | Ron Francis, Pittsburgh Penguins      |
| Hart Memorial Trophy:           | Eric Lindros, Philadelphia Flyers     |
| Jack Adams Award:               | Marc Crawford, Quebec Nordiques       |
| James Norris Memorial Trophy:   | Paul Coffey, Detroit Red Wings        |
| King Clancy Memorial Trophy:    | Joe Nieuwendyk, Calgary Flames        |
| Lady Byng Memorial Trophy:      | Ron Francis, Pittsburgh Penguins      |
| Lester B. Pearson Award:        | Eric Lindros, Philadelphia Flyers     |
| NHL Plus/Minus Award:           | Ron Francis, Pittsburgh Penguins      |
| Vezina Trophy:                  | Dominik Hašek, Buffalo Sabres         |
| William M. Jennings Trophy:     | Ed Belfour, Chicago Black Hawks       |
| Lester Patrick Trophy:          | Joe Mullen, Brian Mullen, Bob Fleming |

## All-Star
| Första laget                        | Position | Andra laget                       |
| ----------------------------------- | -------- | --------------------------------- |
| Dominik Hašek, Buffalo Sabres       | M        | Ed Belfour, Chicago Black Hawks   |
| Paul Coffey, Detroit Red Wings      | B        | Ray Bourque, Boston Bruins        |
| Chris Chelios, Chicago Black Hawks  | B        | Larry Murphy, Pittsburgh Penguins |
| Eric Lindros, Philadelphia Flyers   | C        | Alexei Zhamnov, Winnipeg Jets     |
| Jaromír Jágr, Pittsburgh Penguins   | HF       | Theoren Fleury, Calgary Flames    |
| John LeClair, Montreal/Philadelphia | VF       | Keith Tkachuk, Winnipeg Jets      |

### Fotnoter
1. ↑  ”Sportåret 1995”. Dagens nyheter. 2 januari 1995. http://www.dn.se/arkiv/sport/sportaret-1995. Läst 17 juni 2016.